# Parafia Wniebowzięcia Najświętszej Maryi Panny w Uchaniach
Parafia Wniebowzięcia Najświętszej Maryi Panny w Uchaniach – parafia rzymskokatolicka w Uchaniach. Znajduje się na terenie diecezji zamojsko-lubaczowskiej, w dekanacie Grabowiec. Założona w 1484. Mieści się przy ulicy Grabowieckiej. Parafię prowadzą księża diecezjalni.
Do parafii należą wierni z następujących miejscowości:  Aurelin, Białowody, Białowody kolonia, Bokinia, Dąbrowa (Rozkoszówka), Dębina, Drohiczany, Feliksów, Gliniska, Jarosławiec, Staszic  Kolonia, Uchanie-Kolonia, Lemieszów, Pielaki, Putnowice Górne, Rozkoszówka, Uchanie, Wola Uchańska i Wysokie.